# Стећци у Тобуту
Некропола са стећцима на локалитету Православног гробља у селу Тобут је некропола средњовековних споменика која се налази на планини Мајевици, у тобутском засеоку Трначко, тачније на православном гробљу овог засеока на Хајдуковом брду. Некрополу чине три споменика — ступа, од којих су два полегнута и премештена са свог првобитног положаја и данас се налазе уз саму ограду гробља, док трећи није померен. Сви споменици су украшени крстом, од тога су два украшена и сабљом, а један са две тзв. (полу)јабуке које су исклесане (испупчене) са страна споменика.
Сама појава сабљи као украса, које су дошле на ове просторе заједно са турском окупацијом, послужила је Шефику Бешлагићу да одреди период настанка ових споменика, између краја 15. и почетком 16. века, тако да ови споменици представљају пример једних од касније исклесаних стећака, чиме се и завршава њихово постојање. На жалост, на овим споменицима нема сачуваних натписа нити индиција да их је и било, па се тако не може сазнати никакав податак о покојницима, нити ко им је подигао споменике, али постоји један стећак са веома занимљивим и вредним ћириличким натписом који се вероватно налази у близини ових споменика, а његов опис и транскрипт објављен је 1895. године у Гласнику Земаљског музеја у Сарајеву под насловом „Натписи из северне и источне Босне”. Текст је др Ћири Трухелки послао његов сарадник са овог краја „оружнички стражмештар” Томо Драгичевић, а он гласи:
Овде лежи...
на својој земљи племенитој овде
постави биљег сви сина ... Тврдоје а то писа
Гојчин поп.
Стећак мери по дужини 190 центиметара, а по ширини 80 центиметара, висок је 50 центиметара.